# Station Davenport
Davenport is een spoorwegstation van National Rail in Davenport, Stockport in Engeland. Het station is eigendom van Network Rail en wordt beheerd door Northern Rail. Het station is geopend in 1858.

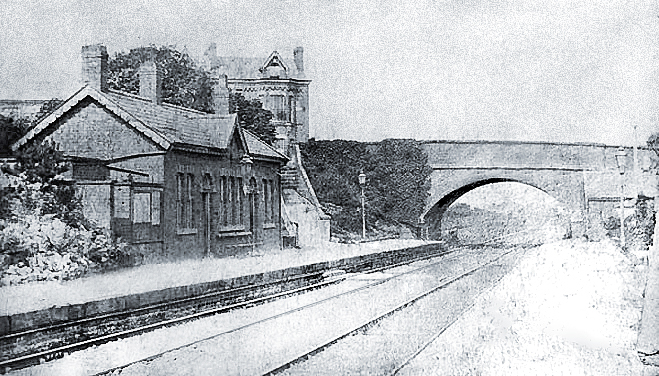
Station, circa 1870